# Wildwood (Texas)
Pour les articles homonymes, voir Wildwood.
Wildwood est une census-designated place située dans les comtés de Hardin et de Tyler, dans l’État du Texas, aux États-Unis. Sa population s’élevait à 1 121 habitants lors du recensement de 2020.